# Yelamanchili
Yelamanchili es una ciudad censal situada en el distrito de Visakhapatnam en el estado de Andhra Pradesh (India). Su población es de 27265 habitantes (2011). Se encuentra a 231 km de Visakhapatnam.

## Demografía
Según el censo de 2011 la población de Yelamanchili era de 27265 habitantes, de los cuales 13365 eran hombres y 13900 eran mujeres. Yelamanchili tiene una tasa media de alfabetización del 77,14%, superior a la media estatal del 67,02%: la alfabetización masculina es del 83,52%, y la alfabetización femenina del 71,07%.